# Karl Klages (Politiker, 1904)
Karl Klages (* 26. Dezember 1904 in Eschershausen; † 12. September 1967 in Bad Gandersheim) war ein deutscher Pädagoge und Politiker (SPD).

## Leben
Karl Klages wurde als Sohn eines Zimmermanns und Waldarbeiters geboren. Nach dem Schulbesuch absolvierte er ab 1919 das Lehrerseminar an der Lehrerbildungsanstalt in Wolfenbüttel. Er arbeitete seit 1925 als Lehrer in Braunschweig und Offleben, wurde aber 1931 aus politischen Gründen entlassen. Im Jahr der „Machtergreifung“ (1933) übte er seinen Lehrberuf in Berlin aus, doch es erfolgte erneut eine Entlassung aus politischen Gründen. Nach einer Phase der Arbeitslosigkeit leistete er Reichsarbeitsdienst und nahm als Soldat am Zweiten Weltkrieg teil. Zuletzt geriet er in englische Kriegsgefangenschaft, aus der er 1945 entlassen wurde. Im Herbst 1945 nahm er eine Tätigkeit als Rektor und Schulleiter in Langelsheim auf.
Klages trat in die SPD ein und war seit 1948 Mitglied des Rates der Gemeinde Langelsheim. Er wurde zunächst Bürgermeister von Langelsheim und amtierte seit 1957 als Landrat des Kreises Gandersheim, in dem er Kreistagsabgeordneter war. Im Januar 1962 wurde er Oberkreisdirektor.
Klages kandidierte erfolglos bei den Bundestagswahlen 1953 und 1957. Bei der Landtagswahl im April 1959 wurde er als Abgeordneter in den Niedersächsischen Landtag gewählt, dem er bis zu seiner Mandatsniederlegung am 4. Juni 1962 angehörte.

## Ehrungen
In Langelsheim tragen eine Schule und eine Straße seinen Namen.